# Junichiro Tanizaki
Jun'ichirō Tanizaki (Japans: 谷崎 潤一郎, Tanizaki Jun'ichirō) (Tokio, 24 juli 1886 – Yugawara, Kanagawa, 30 juli 1965) was een Japanse schrijver van moderne Japanse literatuur.
Hij is nog steeds een van de populairste literaire schrijvers in Japan. Een deel van zijn werk toont een tamelijk schokkende wereld van seksualiteit en destructieve erotische obsessies, andere werken tonen de subtiele dynamiek van het familieleven in de context van de snel veranderende Japanse samenleving aan het begin van de twintigste eeuw. In veel verhalen speelt de zoektocht naar een culturele identiteit waarbij "het Westen" en de "Japanse traditie" tegenover elkaar worden gezet.

## Biografie

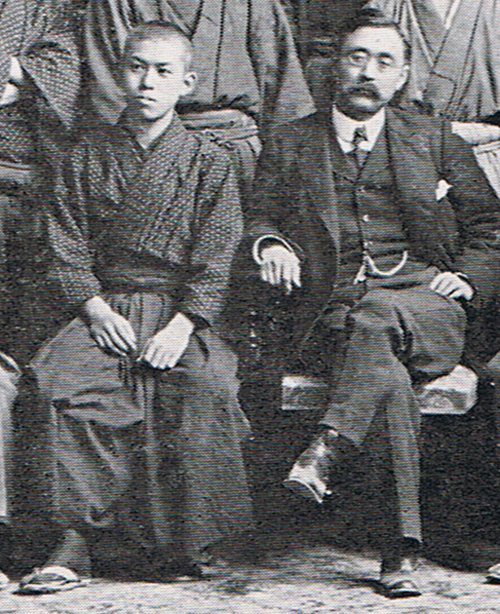
Tanizaki (links) als student van de Eerste Hogere School met zijn schoolhoofd, Nitobe Inazō(rechts), in 1908.

### Jonge jaren
Tanizaki kwam uit een welgestelde familie van zakenlieden uit het stadsdeel Nihonbashi in Tokio. Zijn vader was eigenaar van een drukkerij die door zijn grootvader was opgericht. In zijn Yosho jidai ("Kinderjaren", 1956) schrijft Tanizaki dat hij een zorgeloze jeugd heeft gehad. Toen hij opgroeide ging het echter slechter met de familiefinanciën en hij moest in een ander huishouden wonen als huisleraar. Tanizaki studeerde literatuur aan de Keizerlijke Universiteit van Tokio, maar moest in 1911 zijn studie staken bij gebrek aan geld.

### Begin van zijn literaire carrière
Tanizaki's literaire carrière begon in 1909. Hij schreef een toneelstuk in één bedrijf dat werd gepubliceerd in een literair tijdschrift dat hij zelf had helpen oprichten. Hij liet zich in deze periode inspireren door het Westen en modernismen. In 1922 verhuisde hij zelfs naar Yokohama, waar een grote groep buitenlanders woonde, woonde korte tijd in een huis in Westerse stijl en leefde als een bohemien.
Tanizaki werd bekend met de publicatie van zijn korte verhaal Shisei ("De tatoeëerder", 1910). In dit verhaal zet de tatoeëerder een reusachtige "prostitueespin" op het lichaam van een mooie jonge vrouw. Daarna krijgt de schoonheid van de vrouw een demonische macht waarbij erotiek wordt gecombineerd met sadomasochisme. Het thema van de femme fatale komt vaker voor in de eerdere werken van Tanizaki, zoals Shonen ("De kinderen", 1911), Himitsu ("Het geheim," 1911) en Akuma ("Duivel", 1912). 

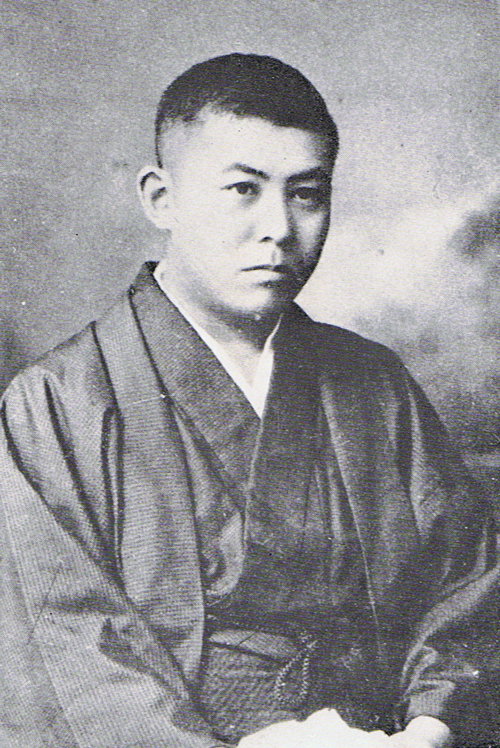
Tanizaki in 1913

Tanizaki's andere werk uit de Taishōperiode zijn onder andere de deels biografische werken Shindo (1916) and Oni no men (1916). Hij trouwde in 1915 met Chiyoko, maar het was een ongelukkig huwelijk. Na verloop van tijd moedigde hij een relatie aan tussen zijn vrouw en collega-auteur Sato Haruo. De psychologische stress die dit veroorzaakte komt in enkele van zijn werken tot uitdrukking, zoals in het toneelstuk Aisureba koso ("Omdat ik van haar hou", 1921) en zijn novelle Kami to hito no aida ("Tussen mensen en goden", 1924). Ook al zijn er personen en gebeurtenissen in Tanizaki's werk die terugkomen in zijn werk, zijn werk is minder autobiografisch dan dat van de meeste van zijn Japanse tijdgenoten.
Tanizaki had een korte carrière in de stomme film: hij schreef het script voor de Jun Eiga Ka, of 'zuivere film beweging' waarbij hij moderne thema's in de Japanse film bracht. Hij schreef de scripts van de films Amateur Club (1922) en A Serpent's Lust (1923) (gebaseerd op het gelijknamige verhaal van Ueda Akinari).

### De periode in Kyōto

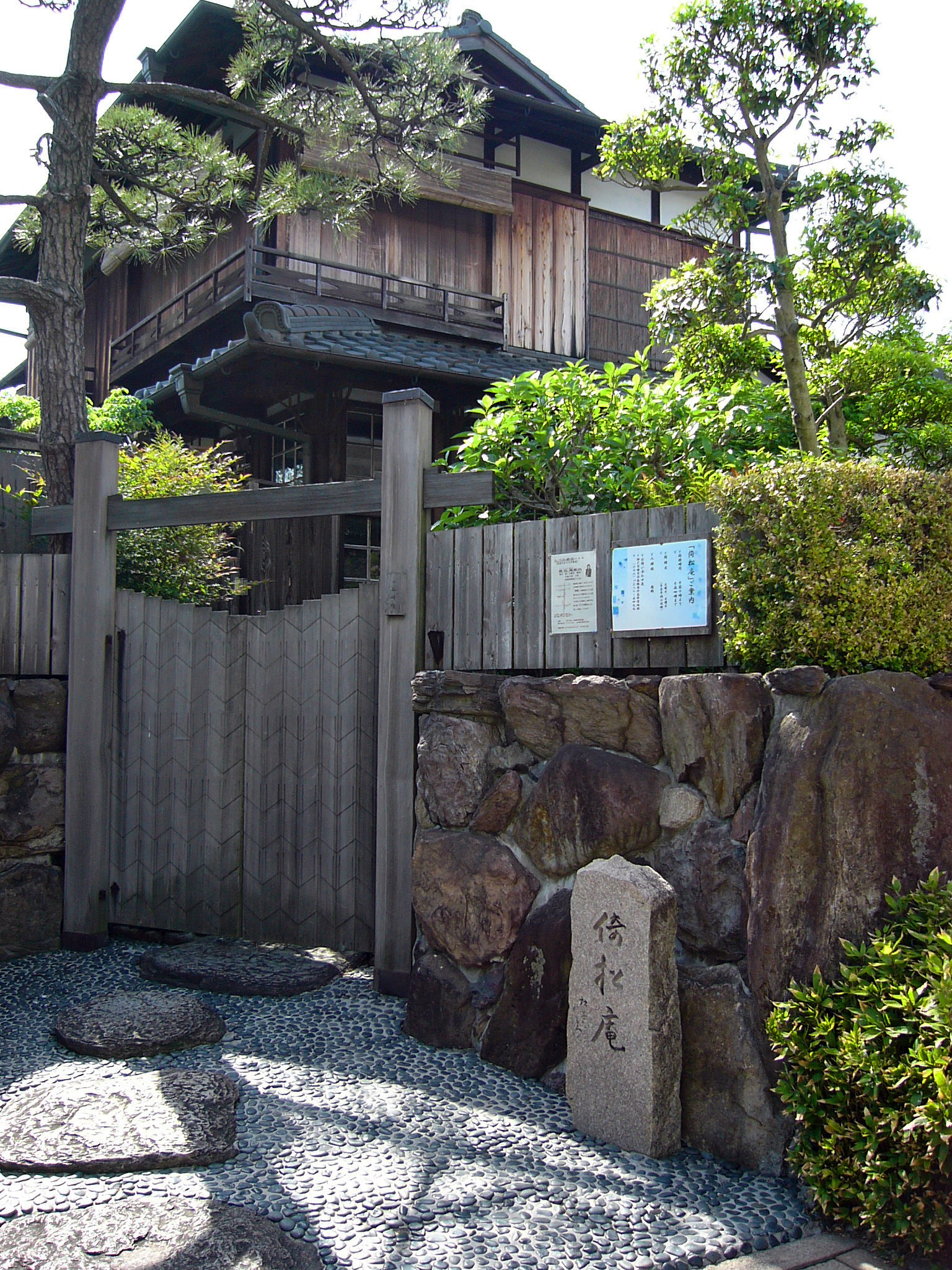
Tanizaki's oude woning "Ishōan" in Kobe.

Tanizaki's ster rees snel na zijn verhuizing naar Kioto na de 'Grote Kanto aardbeving' van 1923. Het verlies van de vele historische gebouwen in Tokio door deze aardbeving was voor Tanizaki de aanleiding om zijn enthousiasme voor het Westen en moderne zaken in te ruilen voor een hernieuwde interesse in Japanse cultuur en schoonheid, in het bijzonder de cultuur van Kansai (de regio met de steden Osaka, Kobe en Kioto). Zijn eerste roman na de aardbeving was Chijin no ai ("De liefde van een dwaas", 1924-25), een tragikomische beschrijving van klasse, seksuele obsessie en culturele identiteit. Dit was zijn eerste echt succesvolle roman.
Geïnspireerd door het dialect van Osaka schreef hij Manji ("Kruisende lijnen", 1928-1929) waarin onder andere het thema van de lesbische relatie aan de orde komt. Dit succes werd gevolgd door Tade kuu mushi ("Liever nog op de blaren", 1928-29), waarin een man uit Tokio die vlak bij Osaka woont zichzelf leert kennen in relatie tot de westerse modernisering en de Japanse traditie.
Zijn hernieuwde interesse in de klassieke Japanse literatuur vond een hoogtepunt in de vele vertalingen naar modern Japans van de klassieker uit de elfde eeuw Genji monogatari en zijn meesterwerk Sasameyuki ("Stille sneeuwval", 1943-1948), een gedetailleerde beschrijving van de vier dochters Makioka van een gefortuneerde koopman uit Osaka die hun levenswijze zien veranderen in de jaren rond het begin van de Tweede Wereldoorlog.

### Naoorlogse periode
Na de oorlog bereikte Tanizaki de top van zijn literaire roem, met prijzen en erkenning, en tot zijn dood werd hij gezien als de grootste hedendaagse Japanse schrijver. Hij kreeg de Culturele Orde (文化勲章, bunka kunshō) van de Japanse overheid in 1949 en in 1964 kreeg hij als eerste Japanse schrijver het ere-lidmaatschap van het 'American Academy and Institute of Arts and Letters'.
Zijn eerste grote naoorlogse werk was Shôshō Shigemoto no haha ("De moeder van kapitein Shigemoto", 1949-1950), met voor het eerst het thema van seks bij bejaarden. Het boek werd geïllustreerd door de nihonga schilderes Yuki Ogura. Dit thema komt later onder andere terug in Kagi ("De sleutel", 1956), een psychologische roman waarin een professor op leeftijd zijn vrouw overspel laat plegen om zijn eigen seksuele verlangens op te peppen.
Veel van Tanizaki's personages worden gedreven door obsessieve erotische wensen. In een van zijn laatste romans, Futen Rojin Nikki ("Dagboek van een oude dwaas", 1961-1962), is de dagboekschrijver getroffen door een beroerte die veroorzaakt is door een overdaad aan seksuele opwinding. Hij beschrijft zowel zijn wensen uit het verleden als zijn omkoping van zijn schoondochter om hem seksueel op te winden in ruil voor Westerse prullaria.
Tanizaki overleed kort na zijn 79e verjaardag aan een hartinfarct in Yugawara, een kleine stad ten zuidwesten van Tokio.
Hoewel Tanizaki vooral wordt herinnerd als schrijver van romans en korte verhalen, schreef hij ook poëzie, drama en essays.

## Referenties

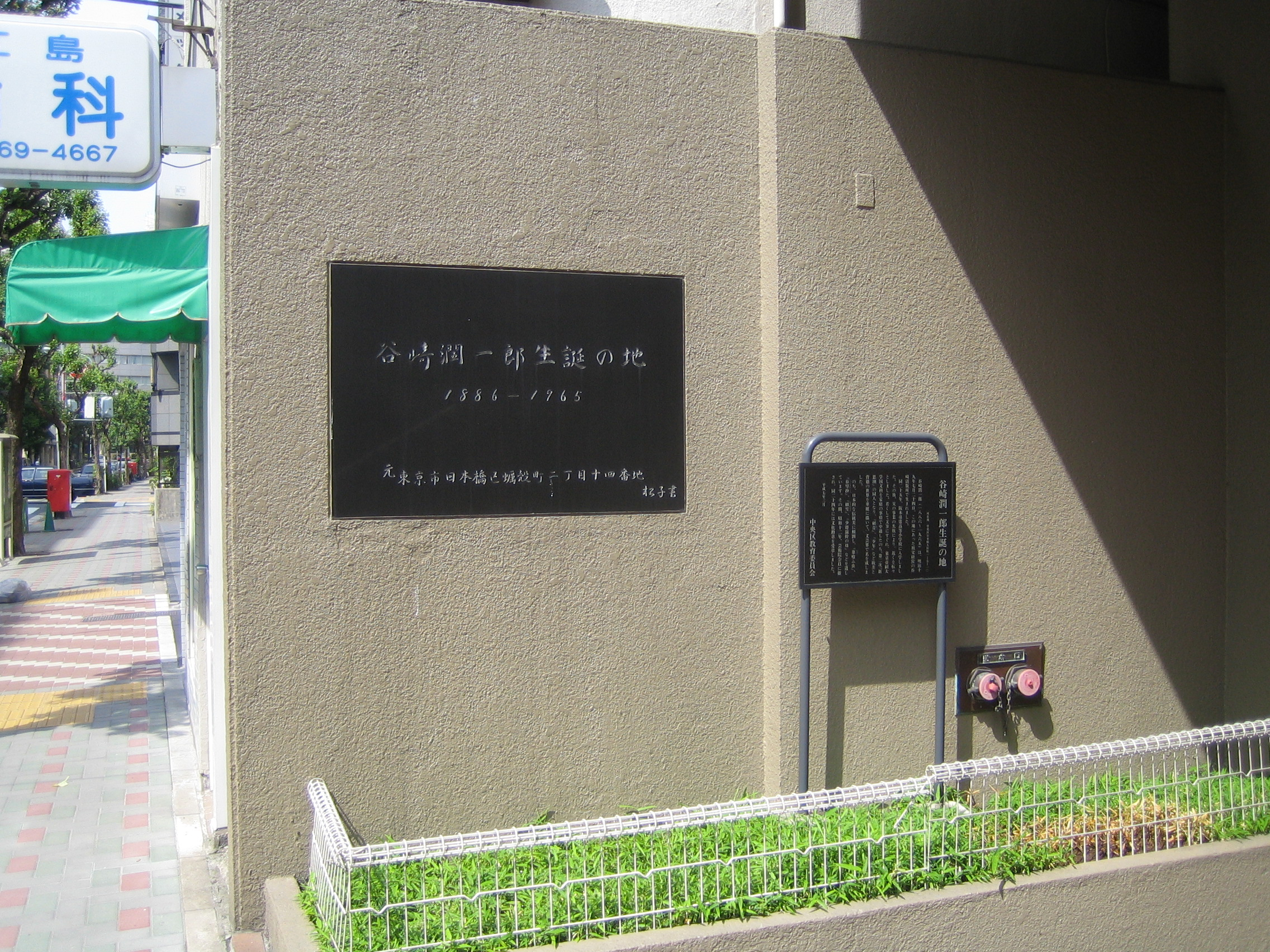
Plaquette die de plek markeert waar Tanizaki geboren is.

### Geselecteerde werken
| Jaar       | Japanse titel                                      | Nederlandse titel                          | Naam vertaler                   | Opmerkingen                                                                                             |
| ---------- | -------------------------------------------------- | ------------------------------------------ | ------------------------------- | --- |
| 1910       | 刺青 Shisei                                        | De tatoeëerder                             | Willem Jan van de Wetering      | in: De tatoeëerder - verhalen, Junichiro Tanizaki en anderen                                            |
| 1913       | 恐怖 Kyōfu                                         |                                            |                                 | Engels Terror                                                                                           |
| 1918       | 金と銀 Kin to Gin                                  |                                            |                                 | Engels Gold and Silver                                                                                  |
| 1919       | 富美子の足 Fumiko no ashi                          |                                            |                                 | Engels Fumiko's Legs                                                                                    |
| 1921       | 私 Watakushi                                       |                                            |                                 | Engels The Thief                                                                                        |
| 1922       | 青い花 Aoi hana                                    |                                            |                                 | Engels Aguri                                                                                            |
| 1924       | 痴人の愛 Chijin no Ai                              | De liefde van een dwaas Een dwaas verliefd | L. Coutinho Jacques Westerhoven | Engels Naomi                                                                                            |
| 1926       | 友田と松永の話 Tomoda to Matsunaga no hanashi      |                                            |                                 | |
| 1926       | 青塚氏の話 Aozuka-shi no Hanashi                   | Omtrent mijnheer Van de Groenheuvel        | Jos Vos                         | Engels Mr. Bluemound Gebundeld in De brug der dromen                                                    |
| 1928- 1930 | 卍 Manji                                           | Kruisende lijnen                           | Jacques Westerhoven             | ISBN 9789045012179 filmbewerking (1964) filmbewerking (1983) filmbewerking (2006)                       |
| 1929       | 蓼喰ふ蟲 Tade kuu mushi                            | Liever nog op de blaren                    | M. Coutinho                     | ISBN 978-90-290-2483-9                                                                                  |
| 1931       | 吉野葛 Yoshino kuzu                                | Pijlwortel uit Yoshino                     | Jos Vos                         | Engels Arrowroot Gebundeld in De brug der dromen                                                        |
| 1932       | 蘆刈 Ashikari                                      | De rietsnijder                             | Jos Vos                         | Engels The Reed Cutter Gebundeld in De brug der dromen                                                  |
| 1933       | 春琴抄 Shunkinshō                                  | Shunkin — een schets                       | Jos Vos                         | Engels A Portrait of Shunkin filmbewerking (1976) Ook bewerkt tot opera Gebundeld in De brug der dromen |
| 1933       | 陰翳礼讃 In'ei Raisan                              | Lof der schaduw                            | Pim de Vroomen                  | ISBN 978-90-290-4888-0 Essay                                                                            |
| 1935       | 武州公秘話 Bushukō Hiwa                            | Het geheim van de heer van Musashi         | C.M. Steegers-Groeneveld        | ISBN 978-90-290-1826-5                                                                                  |
| 1936       | 猫と庄造と二人の女 Neko to Shōzō to Futari no Onna | Een kat, een man en twee vrouwen           | Geert van Bremen                | ISBN 9789029095006 Engels A Cat, A Man, and Two Women                                                   |
| 1943- 1948 | 細雪 Sasameyuki                                    | Stille sneeuwval                           | Jacques Westerhoven             | ISBN 9789045015668 Engels The Makioka Sisters filmbewerking (1983)                                      |
| 1949       | 少将滋幹の母 Shōshō Shigemoto no haha              |                                            |                                 | Engels Captain Shigemoto's Mother Geïllustreerd door Yuki Ogura                                         |
| 1956       | 鍵 Kagi                                            | De sleutel                                 | M. Coutinho                     | ISBN 90-290-6607-5 filmbewerking                                                                        |
| 1957       | 幼少時代 Yōshō Jidai                               | Kinderjaren                                | Tinke Davids                    | ISBN 978-90-295-4890-8 Autobiografie                                                                    |
| 1961       | 瘋癲老人日記 Fūten Rōjin Nikki                     | Dagboek van een oude dwaas                 | M. Coutinho                     | ISBN 90-290-7677-1 filmbewerking                                                                        |